# Agrionoptera longitudinalis
Agrionoptera longitudinalis е вид водно конче от семейство Libellulidae. Видът е незастрашен от изчезване.

## Разпространение
Разпространен е в Австралия (Куинсланд), Индонезия (Малуку и Папуа) и Папуа Нова Гвинея.

## Описание
Популацията на вида е стабилна.